# Saison 10 de Doctor Who, première série
Chronologie
Saison 9 Saison 11
Cet article présente les épisodes de la dixième saison de la première série de la série télévisée Doctor Who.

## Distribution

### Acteurs principaux
- Jon Pertwee : Troisième Docteur
- Katy Manning : Josephine Grant

### Acteurs récurrents
- Nicholas Courtney : Le Brigadier (épisodes 1 et 5)
- John Levene : Sergent Benton (épisodes 1 et 5)
- Roger Delgado : Le Maître (épisode 3)
- Richard Franklin : Capitaine Mike Yates (épisode 5)

## Liste des épisodes
| N°  | Part. | Titre original                    | Scénario              | Réalisation    | Première diffusion au Royaume-Uni                                               | Code | Audience (en millions)   |
| --- | ----- | --------------------------------- | --------------------- | -------------- | ------------------------------------------------------------------------------- | ---- | ------------------------ |
| 065 | 1     | The Three Doctors (4 épisodes)    | Bob Baker Dave Martin | Lennie Mayne   | 30 décembre 1972 6 janvier 1973 13 janvier 1973 20 janvier 1973                 | RRR  | 9,6 10,8 8,8 11,9        |
| 066 | 2     | Carnival of Monsters (4 épisodes) | Robert Holmes         | Barry Letts    | 27 janvier 1973 3 février 1973 10 février 1973 17 février 1973                  | PPP  | 9,5 9 9,2                |
| 067 | 3     | Frontier in Space (6 épisodes)    | Malcolm Hulke         | Paul Bernard   | 24 février 1973 3 mars 1973 10 mars 1973 17 mars 1973 24 mars 1973 31 mars 1973 | QQQ  | 9,1 7,8 7,5 7,1 7,7 8,9  |
| 068 | 4     | Planet of the Daleks (6 épisodes) | Terry Nation          | David Maloney  | 7 avril 1973 14 avril 1973 21 avril 1973 28 avril 1973 5 mai 1973 12 mai 1973   | SSS  | 11 10,7 10,1 8,3 9,7 8,5 |
| 069 | 5     | The Green Death (6 épisodes)      | Robert Sloman         | Michael Briant | 19 mai 1973 26 mai 1973 2 juin 1973 9 juin 1973 16 juin 1973 23 juin 1973       | TTT  | 9,2 7,2 7,8 6,8 8,3 7    |